# Hov (häst)

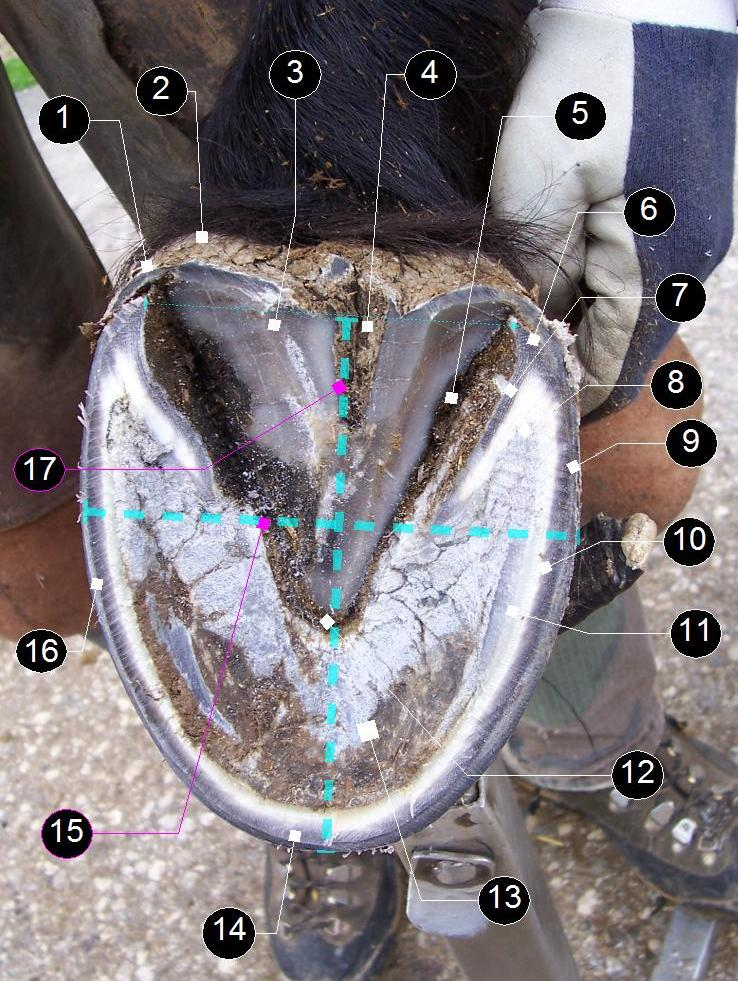
Genomskärning av hov från undersidan Detaljer: traktvägg (1), ball (2), stråle (3), mittstrålfåra (4), sidostrålfåra (5), trakthörn (6), hörnstöd (7), traktvinkel (8), horn- eller hovväggens yttre lager (9), hornväggens inre lager (10), vita linjen (11), strålspets (12), sula (13), tåvägg (14), hur man mäter hovens bredd (15), sidovägg (16), hur man mäter hovens längd (17)

En hov är den undre delen av foten på en häst och andra uddatåiga hovdjur. För att hoven ska fungera krävs en snillrik konstruktion med såväl hårda som mjuka delar. Det hårda skalet som vi ser mest av motsvarar människornas naglar. Hos hästen fungerar hoven både som stötdämpning, skydd och för att hjälpa hjärtat att pumpa blod till resten av kroppen.[källa behövs]

## Hovens anatomi

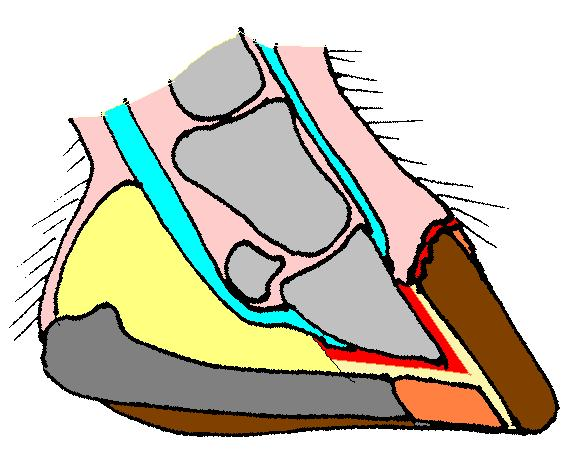
I en genomskärning av hoven ser man de tre benen i hoven - hovbenet längst ner, strålbenet och den nedre delen av kronbenet. De rosa delarna är mjuk hud och kött, de bruna delarna utgör hovväggarna, den mörkgrå delen är hästens sula och den gula delen är putan inne hoven som fungerar som stötdämpare och blodpump.

Hovens olika delar har speciella benämningar, vilket framgår av bilden intill. Dessa olika delar har alla sina olika funktioner som skyddar hästens ben. 
Hoven i sig brukar delas in i tre delar - tådelen, bakdelen och balldelen. Dock har dessa tre delar inga naturliga avgränsningar. Det finns även tre ben inne i hästens hovar: hovbenet, strålbenet och nedre delen av kronbenet. 
Hovväggen, eller hornväggen som den även kallas, utgörs av hovspetsen, sidoväggarna, trakten och ballen. Hovväggens innersida består av tunna lameller som är fogade i varandra och förbundna med hovbenet. På så vis hålls hoven på plats. Hornväggen ser ofta ut att ha små horisontellt löpande räfflor högst upp vid kronan, där hoven möter hästens ben. Detta beror på att hoven växer nedåt från kronranden och räfflorna är i själva verket tusentals små rör som sitter fastklistrade vid varandra med ett mellanliggande hornlager. Kronranden eller kronvallen avsöndrar ett slags lack som skyddar hornet från fukt och torka och detta leds neråt genom rören. Hela hovväggen skyddas av en slags glasyr som är vattentät och mycket tålig. I hovväggen finns inga nerver, vilket gör att hovslagaren kan slå in hästskosöm i hovväggen utan att hästen känner detta. 
I höjd med ballen är hovväggen urgröpt. Där börjar strålen med strålskänklarna. Strålen är kilformad och urholkad vilket i sin tur ger ett extra grepp. Om strålen är frisk och normalt utvecklad kommer strålen att vara i kontakt med marken när hästen sätter ner hoven. Stötvågorna som då uppstår fångas delvis upp tack vare strålens elasticitet. Strålen gör det också möjligt för hästen att känna underlaget. Sulan har en lätt konkav form, och ger hästen ett bättre grepp mot underlaget. Är sulan korrekt utformad så kommer den inte att vidröra marken, utan all stötuppfångning sker av hovväggen och strålen. 
Innanför hästens sula finns de känsliga delarna av hästens hovar, den så kallade kötthoven, och innanför strålen ligger ballgropen. Dessa känsliga delar hjälper hästen att känna av marken den går på. Inne i kötthoven finns även en elastisk blåsa, den så kallade putan och det är den som fungerar som blodpump och stötdämpning i hoven.

## Hovens egenskaper
Hästens hovar utger ett mycket viktigt organ för hästen och har en rad skyddande egenskaper för att hjälpa hästens rörelser. När hästen rör på sig sker det växelvis en utvidgning och sammandragning i hovarnas bakre delar. Denna rörelse kallas hovmekanism och är det som ger hoven dess stötdämpande och blodpumpande egenskaper. 
När hästen belastar hoven så tas stöten först upp av strålen och den elastiska putan som finns inne i hoven. Putan trycks då utåt åt sidorna och pressar hovbrosket utåt. Hovbrosket i sin tur pressar de bakre hovväggarna utåt så att hoven utvidgar sig ca 5-10 mm på varje sida. Detta gör stöten mot marken lite mer elastisk och skyddar hästens senor och leder. Man uppskattar att ca 70 % av all stötdämpning hos hästen sker i hoven.  
Hästens hovar fungerar även som en extra blodpump som hjälper hjärtat pumpa blodet runt i kroppen. Den elastiska putans utvidgning och sammandragning pumpar även blodet från benen och tillbaka upp till hjärtat. Denna egenskap är även viktig för att hoven ska kunna omsätta de näringsämnen som behövs för att hovarna inte ska bli spröda och svaga. 
Hästens hov fungerar även som skydd, ungefär som människans nagel. Den skyddar hästens fötter och ben från slag, nötningar och uttorkning. Hästens hov består av känsliga inre delar som skyddas av hornet på hovens utsida. 
Hovarnas utseende och kvalité påverkas av flera faktorer exempelvis arv, levnadsmiljö, foder och även hur hästen rör sig. Hästen lägger ca 60 % av sin vikt på frambenen, vilket gör att framhovarna oftast är något större än bakhovarna. Ibland kan hovslagaren tvingas sätta en skostorlek mindre på bakhovarna. Framhovarna brukar även vara något rundare än bakhovarna.

## Hovvård
Hoven kräver god omvårdnad och skötsel för att hästen ska må bra. 
Sedan lång tid tillbaka har man satt skor på hovarna, man skor hästen, för att skydda hovarna från slitage. Hästskorna måste bytas ut, allteftersom hästens hovar växer. Man skor om hästen var sjätte till åttonde vecka, eller om hästen har tappat en sko. En del hästar som inte rids så hårt behöver inte skor alls. Detta kallas att hästen går barfota. Ibland skor man även bara framhovarna och bakhovarna verkas och behålls barfota. Hästens hovar växer ca 8-10 mm i månaden. Om man väntar för länge med att verka hästen så att hoven växer utanför skon hämmas stötdämpnings- och hovmekanismen. Följden av detta kan även bli att trakterna spricker då de inte får något stöd när de pressas utåt och för att de är låsta ifrån att fjädra inåt av det övervuxna hornet.    
Undersidan av hoven behöver rengöras regelbundet för att undvika infektioner. Till detta används en hovkrats som man använder för att kratsa bort smuts, eventuell sten som fastnat och för att komma åt under skon. Dålig rengöring av hoven kan leda till sjukdomar i hoven.
Numera finns även en rad olika hovoljor som penslas på hästens hovar. De flesta av dessa har dock inga egenskaper som påverkar hoven, utan detta är snarare för att ge hoven glans och djupare färg och därför ett snyggare intryck. 

## Hovslagarens och barfotaverkarens arbete
Specialister på hovvård är hovslagaren och barfotaverkaren. Barfotaverkaren har dock ingen formell utbildning som hovslagaren har efter den 3-åriga utbildningen som är en lagstadgad yrkesutbildning  
Hovslageri omfattar flera olika moment. Förutom att sko hästen, så vårdar hovslagaren också hovarna, bland annat genom verkning, att hoven klipps ner och filas. En hovslagare kan även med hjälp av olika skor, eller genom verkning, motarbeta fel i hovarna, rörelsefel och även anatomiska fel i ben och leder.  
Barfotaverkaren verkar enbart hoven och skor inte med järnskor. Men brukligt är att istället ha kunskap om användningen av olika hästboots, som är skor av plast och tyg. 2020 finns 50-talet olika hovbootsmodeller på marknaden i Europa.  
Arbetet är fokuserat på att få hovkapseln (hästens nagel) att passa perfekt / få samma form som hovbenet i respektive hov.

## Hovsjukdomar och defekter

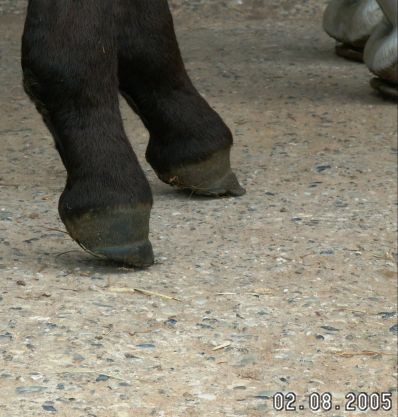
Bockhovar är oftast en medfödd defekt, eller ett resultat av dålig hovvård, och hästen går då på tåspetsarna. Detta brukar kunna rättas till genom regelbunden korrekt gjord verkning av hovslagare och rörelseövningar som ger hästen rätt benställning.

Hovarna kan drabbas av flera olika sjukdomar och fel som bör åtgärdas så snabbt som möjligt. 
- Spiktramp, det vill säga att hästen har trampat på något vasst. Farligt för hästen blir det oftast bara om föremålet har träffat viktiga delar, men man bör tillkalla veterinär.
- Avbruten hovbit är ofta inte så allvarligt, eftersom hoven växer, men om hästen ömmar kan man be sin hovslagare att komma och undersöka hoven.
- Hovböld orsakas oftast av en bakterie i hovläderhuden till exempel på grund av en försvagad lamellrand. Det blir då en varbildning som gör mycket ont på hästen som ofta får en akut kraftig hälta. Det bästa är att ringa sin hovslagare som kan lokalisera smärtan och öppna varbildningen. Andra orsaker till hovböld kan vara sömtryck, det vill säga att sömmen som håller fast skon har spikats fel. Fel benställning eller att hästen är verkad fel kan också ge hovbölder.
- Strålröta orsakas av värme, fukt och inpackad smuts på hovens undersida. För att förhindra detta bör man göra rent hoven noggrant varje dag så att det kan komma in luft i strålfårorna. När man upptäcker strålröta måste en hovslagare verka bort det drabbade området, sedan tvättas det med sprit och packas in med tjära. Röta kan även förekomma i lamellranden, då kallas det bärrandsröta.
- Strålbenshälta (Navicularis) är en besvärlig sjukdom som man ännu inte vet mycket om. Hästen får en inflammation och mjukvävnader skaver mot strålbenet. Detta läks och inflammeras om vartannat och sliter på hästens hov då blodförsörjningen stryps till strålbenet som då förtvinar. Några av orsakerna till sjukdomen är smala eller mycket konkava hovar, eller att hästen får springa på hårt underlag utan skor. Sjukdomen kan behandlas med speciella skor som stödjer trakterna på hästen men sjukdomen är kronisk och går inte att bota helt. Symptom på sjukdomen är att hästen ofta börjar snubbla och tar kortare steg.
- Fång drabbar oftast mindre ponnyer, men kan drabba alla slags hästar. Fång är en förskjutning mellan hovbenet och hovkapseln (hovbensrotation och/eller hovbenssänkning) och kan uppkomma när lamellranden försvagats av en inflammation och hoven samtidigt utsätts för stor mekanisk belastning. Inflammation och försvagning av lamellranden, s.k. laminitis, kan uppkomma vid plötsliga foderbyten eller om hästen fått i sig för mycket kolhydrater i form av socker och stärkelse. Hästar kan även få fång vid förlossning eller på grund av extrem belastning. En häst som fått fång vill ofta inte stödja på framhovarna utan lutar sig bakåt på bakbenen, med frambenen utsträckta framför sig.
- Bockhov kallas det när hästens hovställning är böjd bakåt så hästen går på hovspetsarna. Det ser ut som att hästen går på tå. Bockhov är oftast en medfödd defekt, men kan även bero på dålig skötsel av hovarna. Detta går dock oftast att rätta till med hjälp av regelbunden korrekt verkning av hovslagare, stretching och rörelseträning.
- Hoof wall separation disease är en genetisk hovsjukdom